# R402 (Russland)
Die R402 (russisch Р402) ist eine Fernstraße föderaler Bedeutung in Russland. Die 632 km lange Straße verbindet im Südteil des Westsibirischen Tieflands die Oblastzentren Tjumen und Omsk. Bis etwa zur Hälfte der Strecke bei Ischim folgt sie dabei dem Verlauf der Transsibirischen Eisenbahn, danach verläuft sie bis zu etwa 60 km nördlich der Bahnstrecke.

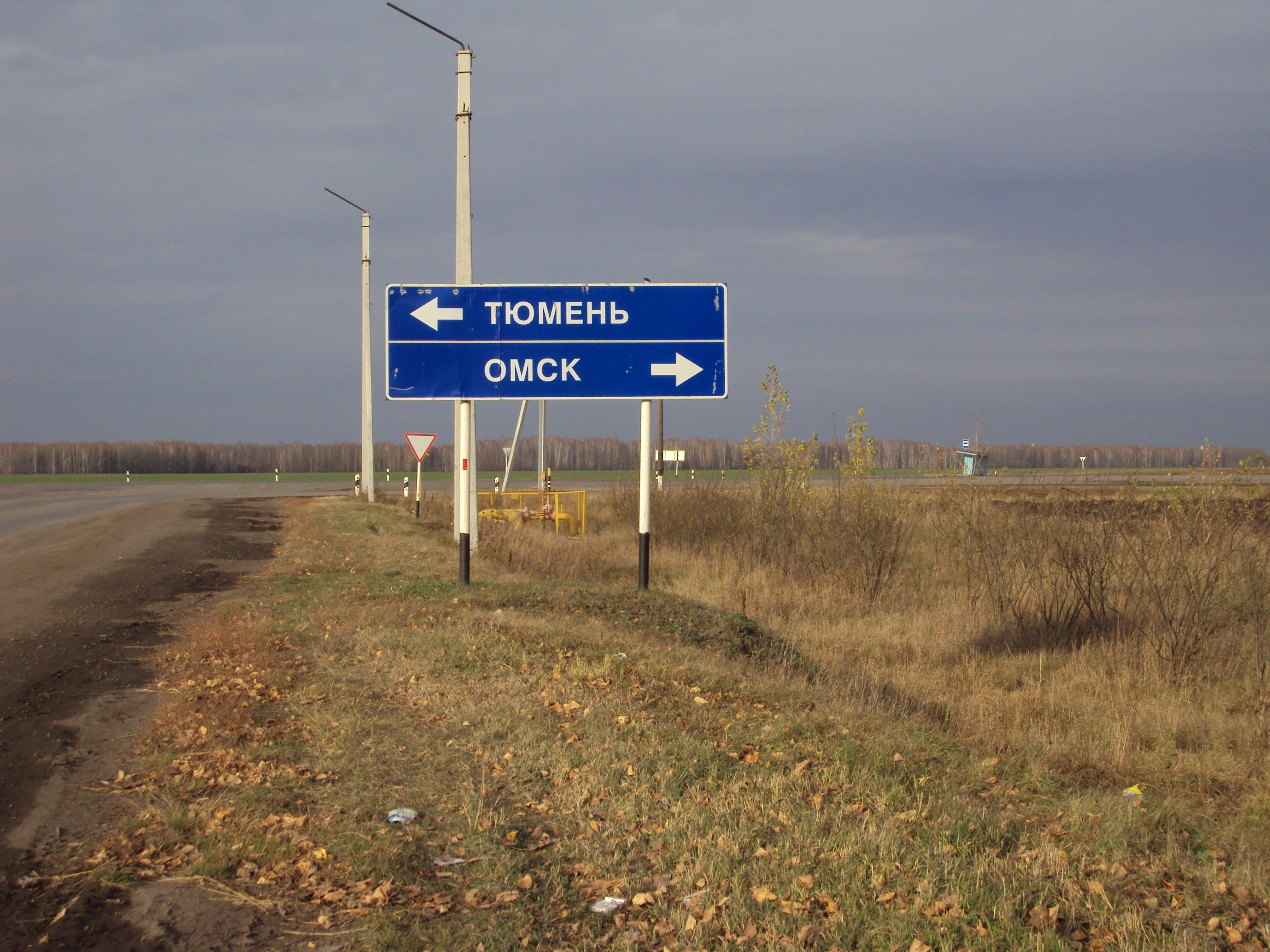
Auffahrt auf die R402 bei Omutinskoje (nach links Richtung Tjumen, rechts Richtung Omsk)

Auf dem Abschnitt von Tjumen bis Ischim ist die R402 zugleich der östlichste Teil der Europastraße 22, zwischen Ischim und Omsk der Europastraße 30 sowie Teil des Asian Highway 6. Von Ischim bis Omsk ist die Straße auch Teil der Alternativstrecke zur R254 Irtysch, deren direkte Route auf etwa 200 km um die Stadt Petropawl über kasachisches Territorium verläuft. Dieser Abschnitt der R402 wird daher auch von Fahrzeugen genutzt, die auf der Strecke Tscheljabinsk – Kurgan – Omsk das zweimalige Passieren der Staatsgrenze zu Kasachstan vermeiden wollen.
Die R402 ist auf ihrer gesamten Länge asphaltiert und zumeist zweispurig ausgebaut, vorwiegend im Bereich größerer Ortschaften abschnittsweise auch vierspurig, wobei größere Kreuzungen zum Teil niveaufrei sind.

## Verlauf
| Vorlage:AB/Wartung/Leer |       | Oblast Tjumen |
|                         | (0)   | Tjumen |
|                         | (0)   | M12 (zugleich Europastraße 22) nach Jekaterinburg R404 nach Chanty-Mansijsk und Surgut |
|                         | (2)   | Zweigstrecke der R254 nach Kurgan |
|                         |       | Borowski |
|                         |       | Winsili |
|                         |       | Pyschma |
|                         |       | Bogandinski |
|                         |       | 71A-2106 Richtung Schadrinsk 71A-2107 nach Jarkowo |
|                         |       | Jalutorowsk |
|                         |       | Tobol |
|                         |       | 71N-808 nach Uporowo |
|                         |       | Sawodoukowsk |
|                         |       | 71N-1307 nach Armisonskoje |
|                         |       | Omutinskoje |
|                         |       | Wagai |
|                         |       | 71N-708 nach Aromaschewo 71N-709 nach Berdjuschje |
|                         |       | Golyschmanowo |
|                         |       | 71A-1008 (zugleich Europastraße 30) Richtung Berdjuschje – Makuschino (dort nach 10 km Anschluss an die 71A-1011 (zugleich Europastraße 125) Richtung Kasanskoje – kasachische Grenze – Petropawl) |
|                         |       | Ischim |
|                         |       | 71N-1009 nach Bolschoje Sorokino – Wikulowo |
|                         |       | 71N-101 nach Wikulowo |
|                         |       | Abatskoje |
|                         |       | Ischim |
| ===                     |       | Oblast Omsk |
|                         |       | Krutinka |
|                         |       | 52K-10 nach Nasywajewsk |
|                         |       | 52K-30 nach Bolschije Uki |
|                         |       | Tjukalinsk |
|                         |       | 52K-14 nach Nasywajewsk |
|                         | (579) | 52K-4 nach Sargatskoje – Bolscheretschje – Tara 52K-24 nach Ljubinski |
|                         | (580) | Krasny Jar |
|                         | (616) | Omsk (Zufahrt Richtung Zentrum) |
|                         | (622) | R254 Tscheljabinsk – Nowosibirsk |
|                         | (632) | R254 Tscheljabinsk – Nowosibirsk (südliche Umgehung von Omsk, dort nach 10 km Anschluss an die A320 (zugleich Europastraße 127) Richtung Tscherlak – kasachische Grenze – Pawlodar)                |